# خوسيه سانشيز (لاعب كرة قدم بيروي)
خوسيه سانشيز (بالإسبانية: José Sánchez)‏ هو لاعب كرة قدم بيروفي، ولد في 4 مايو 2003.

## وصلات خارجية
- خوسيه سانشيز (لاعب كرة قدم بيروفي) على موقع قاعدة بيانات كرة القدم.إي يو (الإنجليزية)
- خوسيه سانشيز (لاعب كرة قدم بيروفي) على موقع Soccerway.com (الإنجليزية)